# Паланкоев, Ахмет Магомедович
Ахмет Магомедович Паланкоев (род. 9 сентября 1963, Орджоникидзе) — российский предприниматель, президент компании «Группа Акрополь», член Совета Федерации Федерального Собрания РФ (2011—2016). До избрания представителем в Совет Федерации от законодательного органа государственной власти Республики Ингушетия — депутат Народного Собрания Республики Ингушетия.
Председатель Российско-Катарского Делового Совета при Торгово-Промышленной палате РФ, учредитель благотворительного фонда «Азан». Кандидат юридических наук, профессор.

## Биография
В 1988 году окончил Московский горный институт по специальности «горный инженер-экономист».

### Карьера
- 1989—1990 гг. — руководитель студии творческой молодежи «Шанс» при научно-техническом центре «Фотон»[4].
- 1990—1991 гг. — заместитель директора по коммерции ККЦ «Электроника».
- 1991—1996 гг. — генеральный директор МП ООО «Мосэкономтрейд».
- 1996—1997 гг. — замдиректора ООО «Регион-Холдинг Лтд», а в 1998 г. после реорганизации — консультант ЗАО «Регион-Холдинг Лтд».
- 1998 г. — советник главы банка «Акрополь», советник министра по делам национальной политики РФ (на общественных началах).
- 2003—2004 гг. — президент банка «Акрополь», советник главы Ингушетии.
- 2004—2007 гг. — председатель совета директоров КБ «Акрополь».
- 2007 — по н/в — президент ООО «Группа Акрополь» (в том числе КБ «Акрополь» и предприятия добывающей промышленности).
- 2010—2016 гг. — член Совета Федерации ФС РФ от Республики Ингушетия. Входил в состав Комитета по международным делам, где возглавлял группу Совфеда по сотрудничеству с Катаром[4].

### Звания и награды
Председатель Российско-Турецкого делового совета при Торгово-промышленной палате Российской Федерации (с 2006 г.). Председатель Российско-Катарского делового совета при Торгово-промышленной палате Российской Федерации (с 2017 г.). Член Российско-Арабского делового совета при ТПП РФ (с 2010 г.). Член-корреспондент Российской Академии Естественных Наук. Член Попечительского Совета Фонда Мстислава Ростроповича. Член Высшего Совета ВДО «Спортивная Россия».
В разное время награждён государственными и ведомственными наградами, в том числе Медалью Ордена «За заслуги перед Отечеством II степени».

## Личная жизнь
Владеет английским языком. Женат, воспитывает пятерых детей.